# Fungi (juego de cartas)
Fungi es un juego de mesa de cartas creado en 2012 por Brent Povis. El juego está ambientado en un bosque, donde los jugadores deberán recolectar setas para cocinarlas y ganar puntos.

## Desarrollo del juego
El juego tiene varias partes. La primera es el mazo principal, de donde roban los jugadores las cartas para tener su primera mano y de donde se va reponiendo el bosque. Por otro lado, está el Bosque, una fila de 8 cartas que en cada turno se va desplazando y de donde los jugadores deben ir cogiendo las cartas (solamente pueden coger de entre las dos primeras). Pila de descomposición, es donde van a parar las cartas que han sido desplazadas del bosque. Si la pila es superior a 4 cartas, estas se remueven del juego y ya no pueden usarse. Área de juego de cada jugador, es donde los jugadores van poniendo sus sartenes con sus setas para cocinarlas, además de las cestas, que amplían en dos cartas la mano del jugador.
Al comienzo de cada turno, el jugador tiene la opción de realizar una entre cuatro acciones:
- Robar una carta del bosque.
- Poner una sartén a su zona de juego.
- Cambiar cartas para conseguir bastones.
- Coger las cartas de la pila de descomposición.
- Cocinar las setas.

Las cartas de bosque únicamente pueden cogerse entre las dos primeras (las dos que están sobre los zapatos y es la posición del jugador en el bosque); el resto, conocido como el interior del bosque, solamente se pueden coger con bastones. El bosque debe desplazarse una vez finalizado el turno, echando una carta a la pila de descomposición y reponiendo el bosque con otra del mazo. Para cocinar setas debe tenerse tres setas del mismo tipo, o dos si hay cartas de la noche, si se usan cartas de ingredientes como mantequilla o sidra, la jugaba tiene más puntos. Hay cartas especiales, como la cesta o la Amanita Phaloides, que entran directamente a la zona de juego.  
Una vez que se termina el bosque y no hay más mazo para reponerlo, se cuentan los puntos de cocinado de setas, gana el que más puntos consiga. En caso de
empate la victoria es para el jugador que más cartas de setas haya cocinado.

## Premios
- Ganador del Games Magazine 2014 como Nuevo Mejor Juego de Cartas.
- Ganador del Fairplay a la carta 2014.[2]